# Kankoura
Kankoura est une localité du département de Tiankoura, dans la province du Bougouriba (région du Sud-Ouest) au Burkina Faso. En 2006, cette localité comptait 368 habitants dont 59.2% de femmes.